# توباککوویل (کارولینای شمالی)
توباککوویل (به انگلیسی: Tobaccoville) شهری در ایالت کارولینای شمالی کشور ایالات متحده آمریکا است که جمعیت آن در سرشماری سال ۲۰۱۰ میلادی، ۲٬۴۴۱ نفر بوده‌است.